# Scelolophia fragmentata
Scelolophia fragmentata är en fjärilsart som beskrevs av W. Warren 1904. Scelolophia fragmentata ingår i släktet Scelolophia och familjen mätare. Inga underarter finns listade.